# Stazione di Amersham
La stazione di Amersham è una stazione situata nella cittadina di Amersham, nel Buckinghamshire. È servita dai servizi della metropolitana di Londra e dai treni che effettuano servizio sulla ferrovia Londra-Aylesbury gestito dalla Chiltern Railways.

## Storia
La stazione fu inaugurata il 1º settembre 1892, originariamente come parte dell'estensione della Metropolitan Railway (la prima linea della metropolitana ad essere costruita) da Chalfont & Latimer (allora Chalfont Road) fino ad Aylesbury.
Il 12 marzo 1922 il nome della stazione fu cambiato in Amersham & Chesham Bois, ma ritornò alla denominazione originale nel 1934.
La stazione fu servita anche dalla Great Central Railway (GCR) a partire dal 16 marzo 1899 sull'estensione per Marylebone. Di conseguenza, la stazione divenne di proprietà condivisa tra la metropolitana e la GCR. Il 1º gennaio 1923 la GCR divenne parte della London & North Eastern Railway (LNER) e in seguito alla nazionalizzazione del 1º gennaio 1948, parte della British Railways. Il servizio ferroviario sulla linea principale Londra-Aylesbury, in seguito alla privatizzazione della British Rail negli anni novanta, è oggi svolto dalla Chiltern Railways.
La linea a nord di Rickmansworth fino ad Amersham fu elettrificata il 12 settembre 1960.
Nel 2009, a causa di problemi finanziari, la Transport for London decise di sospendere i lavori su un progetto per consentire l'accessibilità alla stazione di Amersham e ad altre cinque stazioni, citando come giustificazione il fatto che si tratta di stazioni non particolarmente trafficate e situate a una o due fermate di distanza da stazioni prive di barriere architettoniche.  Sia la stazione di Chalfont & Latimer (la successiva fermata in direzione di Londra), sia la stazione di Chesham, situata circa 2 chilometri a nord, hanno ingressi accessibili a persone disabili.  Prima che il progetto fosse abbandonato, la TfL aveva speso circa 4,6 milioni di sterline.

## Strutture e impianti
La stazione si trova sulla Station Approach.
È dotata di tre binari a servizio dei viaggiatori, unite da un sovrappasso pedonale.
Nel giugno 2017 la Transport for London ha annunciato che Amersham sarebbe divenuta una delle sei stazioni da rendere accessibile a passeggeri diversamente abili. La data prevista per la conclusione dei lavori è il 2020. I lavori sono stati completati nel febbraio 2021, con l'installazione di due ascensori e di un passaggio che collega le due piattaforme.
È compresa all'interno della Travelcard Zone 9.

## Movimento
La stazione di Amersham è uno dei capilinea occidentali della linea Metropolitan della metropolitana di Londra.

È, inoltre, servita dai treni di Chiltern Railways che operano la tratta tra Aylesbury e Marylebone.
A partire dal dicembre 2010, i servizi della linea Metropolitan per Amersham sono stati ridotti a due treni ogni ora, con un corrispondente incremento dei treni in direzione del terminale di Chesham (in precedenza servito da un servizio navetta che operava da Chalfont & Latimer). Amersham ha tuttora una frequenza di quattro treni per ora, considerando anche i servizi della Chiltern Railways per la stazione di Londra Marylebone.

## Interscambi
Nelle vicinanze della stazione effettuano fermata alcune linee automobilistiche, gestite da Arriva Shires & Essex.
- Fermata autobus

## Curiosità
Dopo Chesham, quella di Amersham è la seconda stazione della metropolitana più lontana dal centro di Londra, essendo situata a 38,1 km da Charing Cross; è, inoltre, la seconda stazione più a ovest di tutta la rete metropolitana.

## Galleria d'immagini

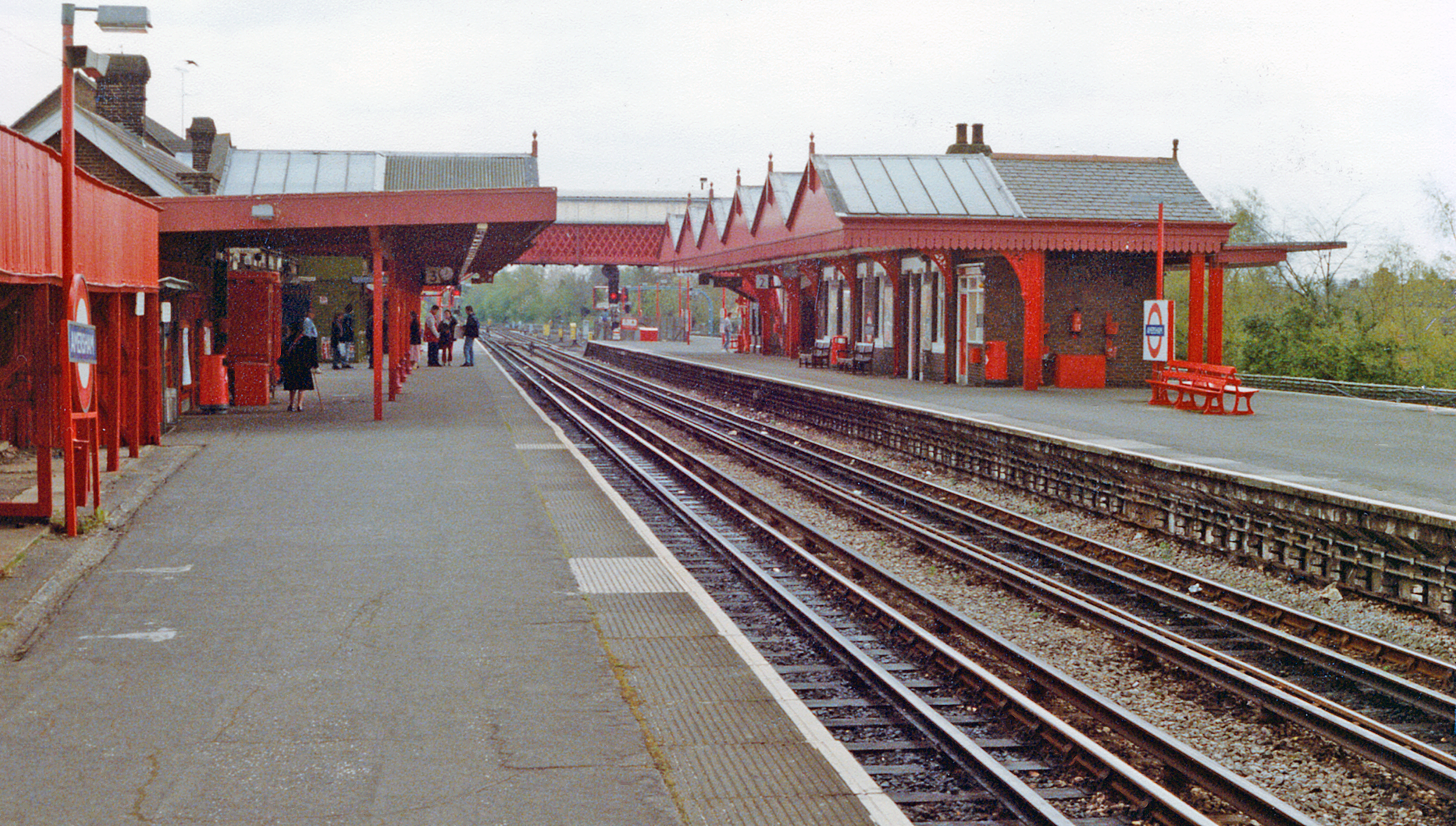
Banchina della stazione di Amersham.
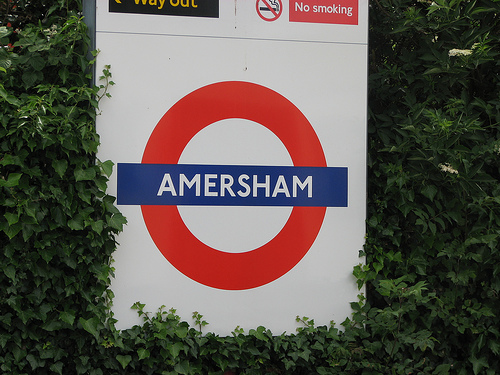
Roundel alla stazione di Amersham.